# Métropole de Mistra
La Métropole de Mistra, en grec Μητροπολιτικός, « Metropolis », est le siège de l'évêché de ville médiévale de Mistra en Laconie dans le Péloponnèse en Grèce. 
L'ensemble architectural est composé de la cathédrale Agios Dimitrios, Αγίου Δημητρίου et du palais épiscopal qui abrite désormais le Musée Archéologique de Mistra.

## Histoire
La cathédrale orthodoxe a été construite vers 1240 par le Métropolite Eugène.

## Quelques vues de l'église

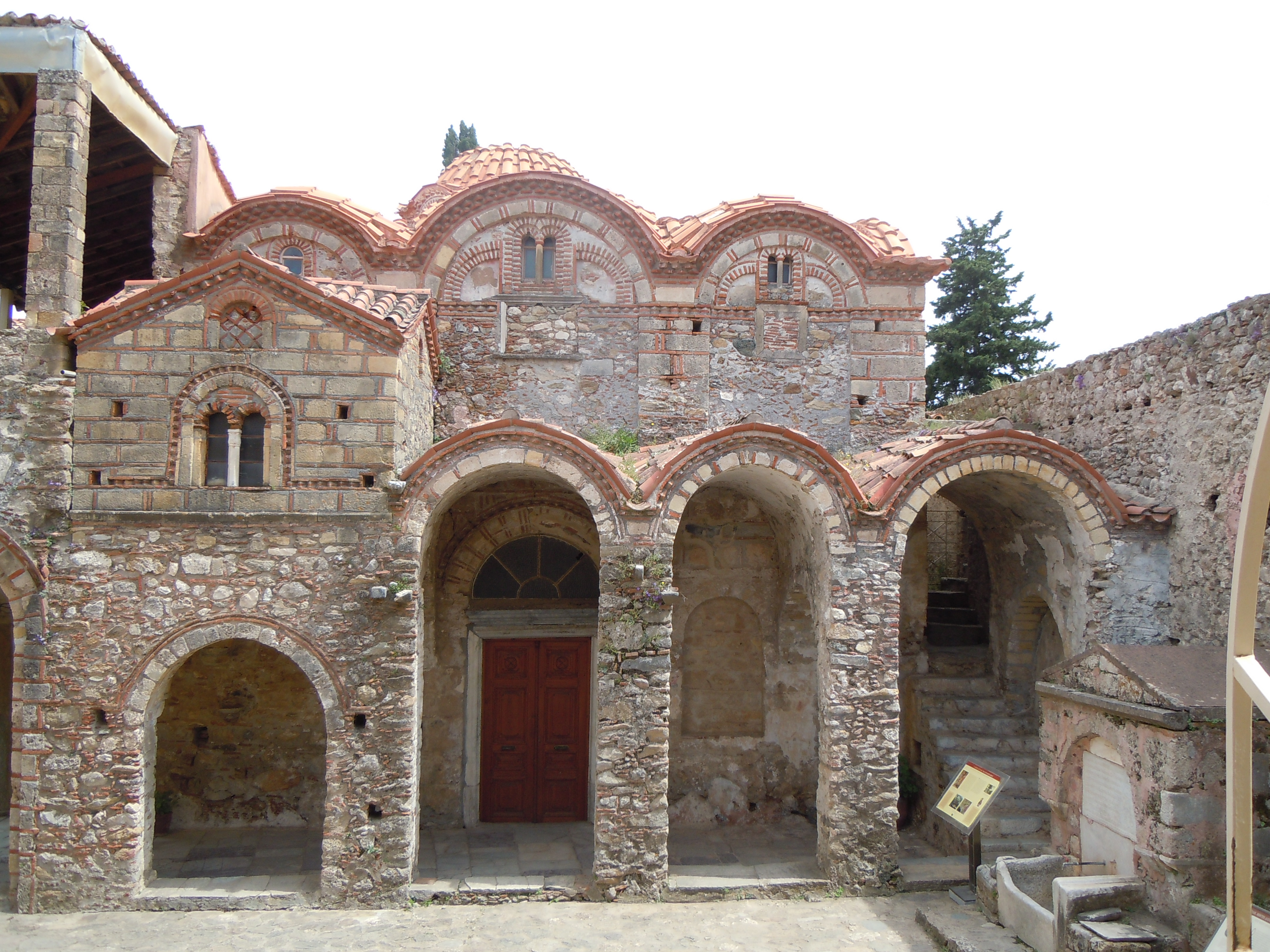
Narthex de la cathédrale Agios Dimitrios
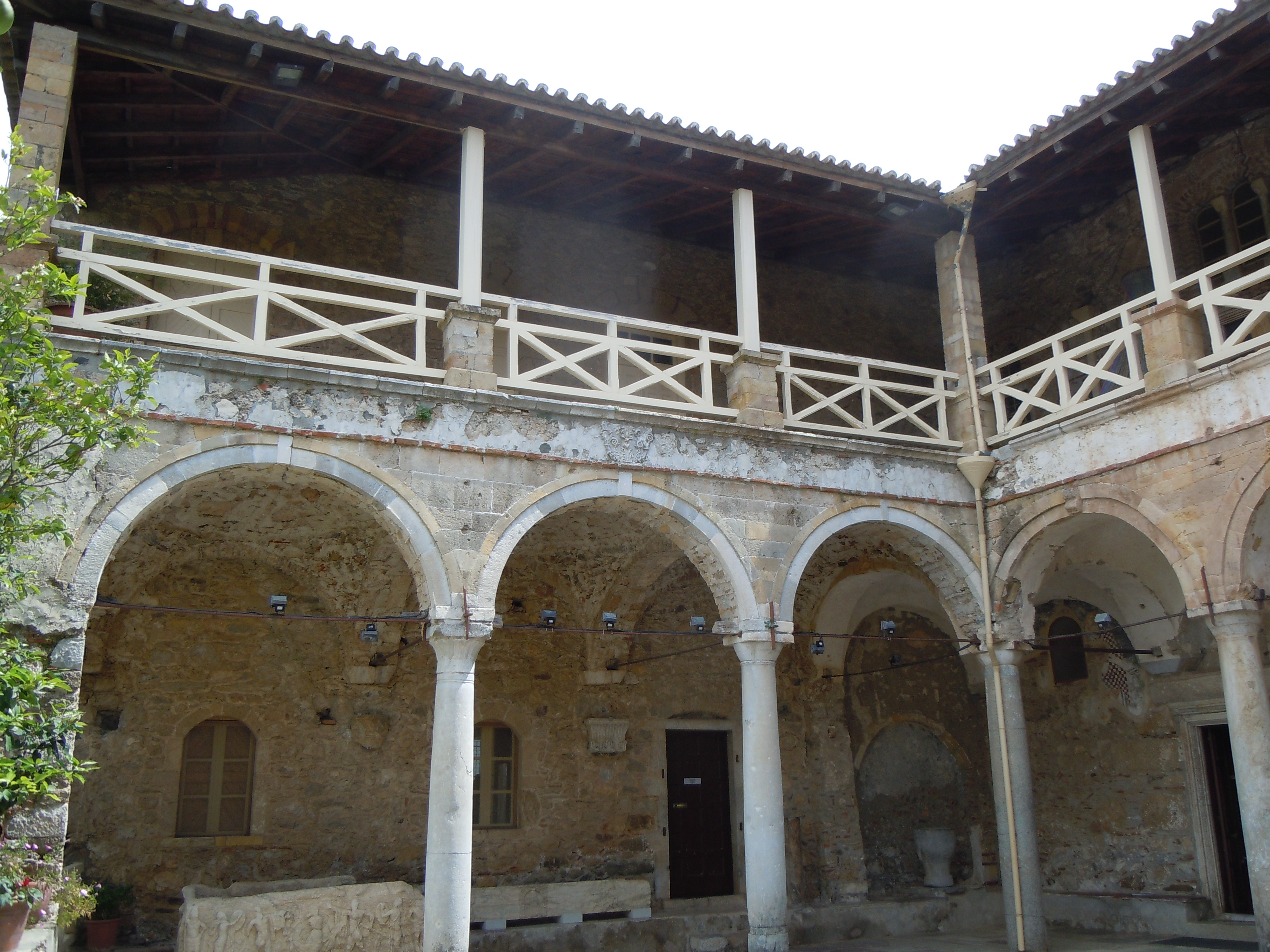
Le cloître

## Pièces exposées
Le Musée Archéoligique de Mistra qui occupe actuellement les bâtiments de la Métropole de Mistra, présente quelques pièces archéologiques et historiques remarquables.

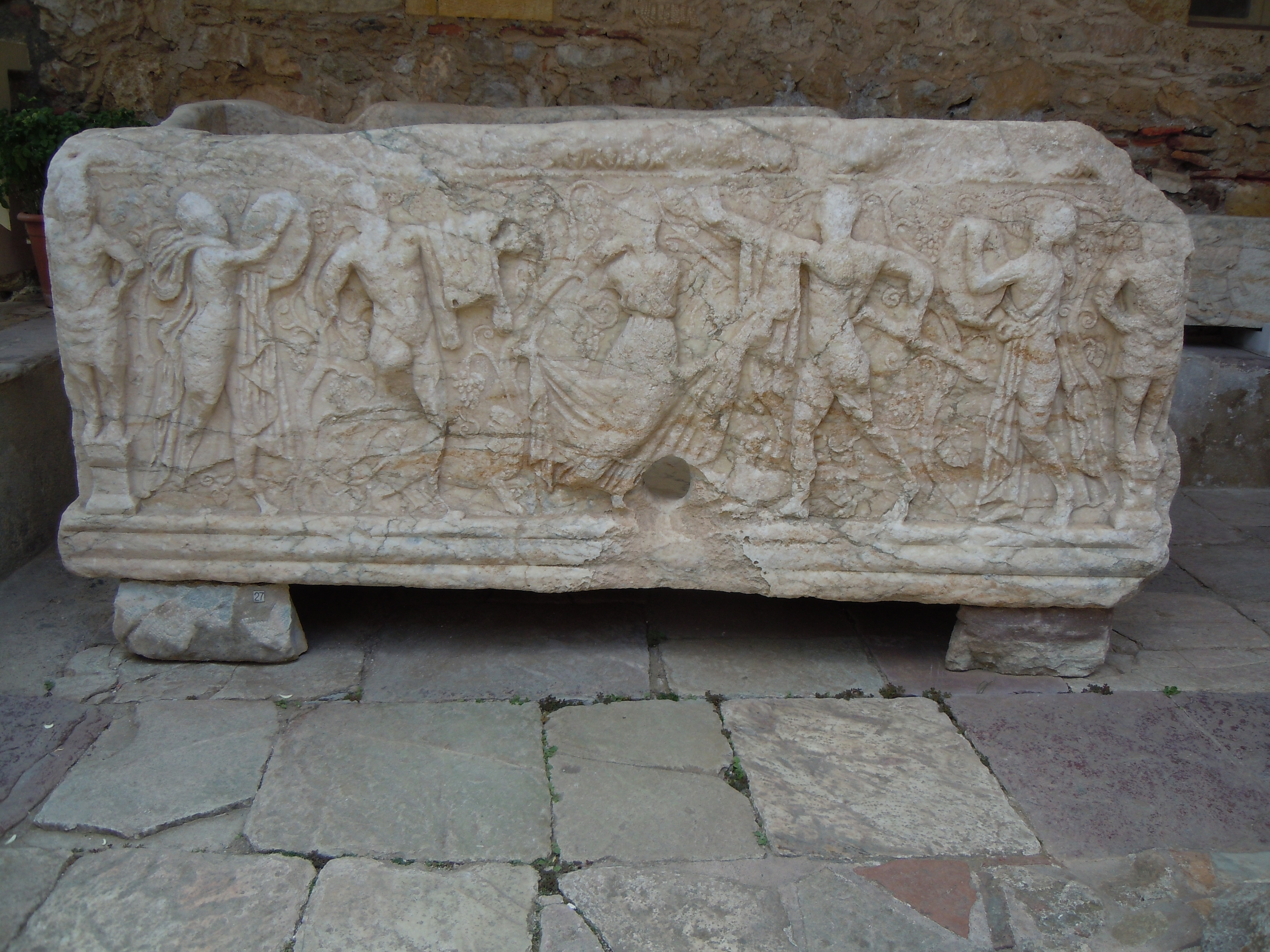
Sarcophage romain.
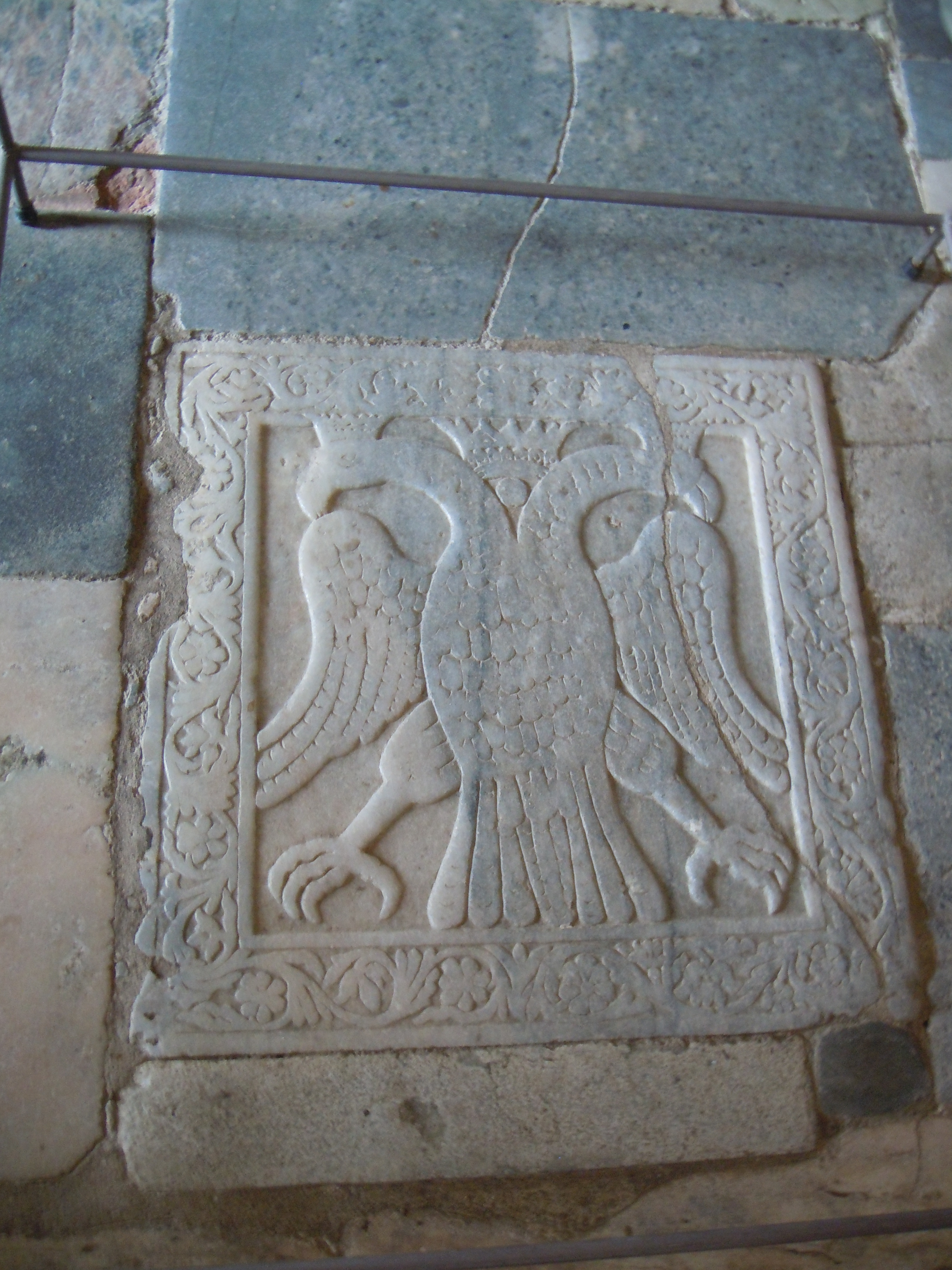
Dalle représentant l'aigle à deux têtes symbole de l'empire byzantin.